# Buckten
Buckten (schweizerdeutsch: Buckte) ist eine politische Gemeinde im Bezirk Sissach des Kantons Basel-Landschaft in der Schweiz.

## Geographie

Historisches Luftbild aus 3000 m von Walter Mittelholzer von 1922

Buckten liegt zwischen zwei Talhängen am Fusse des Hauensteins, im Homburgertal an der so genannten Hauensteinlinie.
Zu den Nachbargemeinden zählen (von Norden im Uhrzeigersinn) Rümlingen, Häfelfingen, Läufelfingen, Känerkinden und Wittinsburg.

## Wappen
Das Wappen von Buckten wurde 1944 vom Gemeinderat offiziell bestätigt. Es ist durch einen waagerechten Strich in zwei Hälften geteilt. Die obere Hälfte zeigt ein goldenes Posthorn auf schwarzem Grund, die untere Hälfte ein schwarzes Wagenrad auf goldenem Grund. Die Symbole erinnern an die einstige Bedeutung von Buckten als Passfussort am Fusse des Hauensteins. Hier wurden für die Passüberquerung zusätzliche Pferde vor den Wagen gespannt und der Strassenzoll kassiert.

## Geschichte
Archäologische Funde deuten darauf hin, dass die Besiedlung des Gebietes schon in voralemannischer Zeit stattgefunden hatte.
Die erste urkundliche Erwähnung von Buckten stammt aus dem Jahre 1266 als Butuchon. Der Name entwickelte sich von Butkon (1323) über Buttikon zu Butken (1417). Erstmals in einer Urkunde erwähnt wird der Ortsname als Butuchon in einem Verkaufsvertrag vom 18. Juli 1266. Man geht davon aus, dass die Ortsbezeichnung auf den ersten Siedler zurückgeführt werden kann. 1400 gelangte Buckten unter die Herrschaft der Stadt Basel.

## Söhne und Töchter der Gemeinde
- Theophil Läppli ist nach seinen Angaben im Film HD-Soldat Läppli am 23. Oktober 1894 in Buckten geboren.
- Pio Corradi (1940–2019), Kameramann und Fotograf
- Martin Cleis (* 1946), Künstler

## Bilder

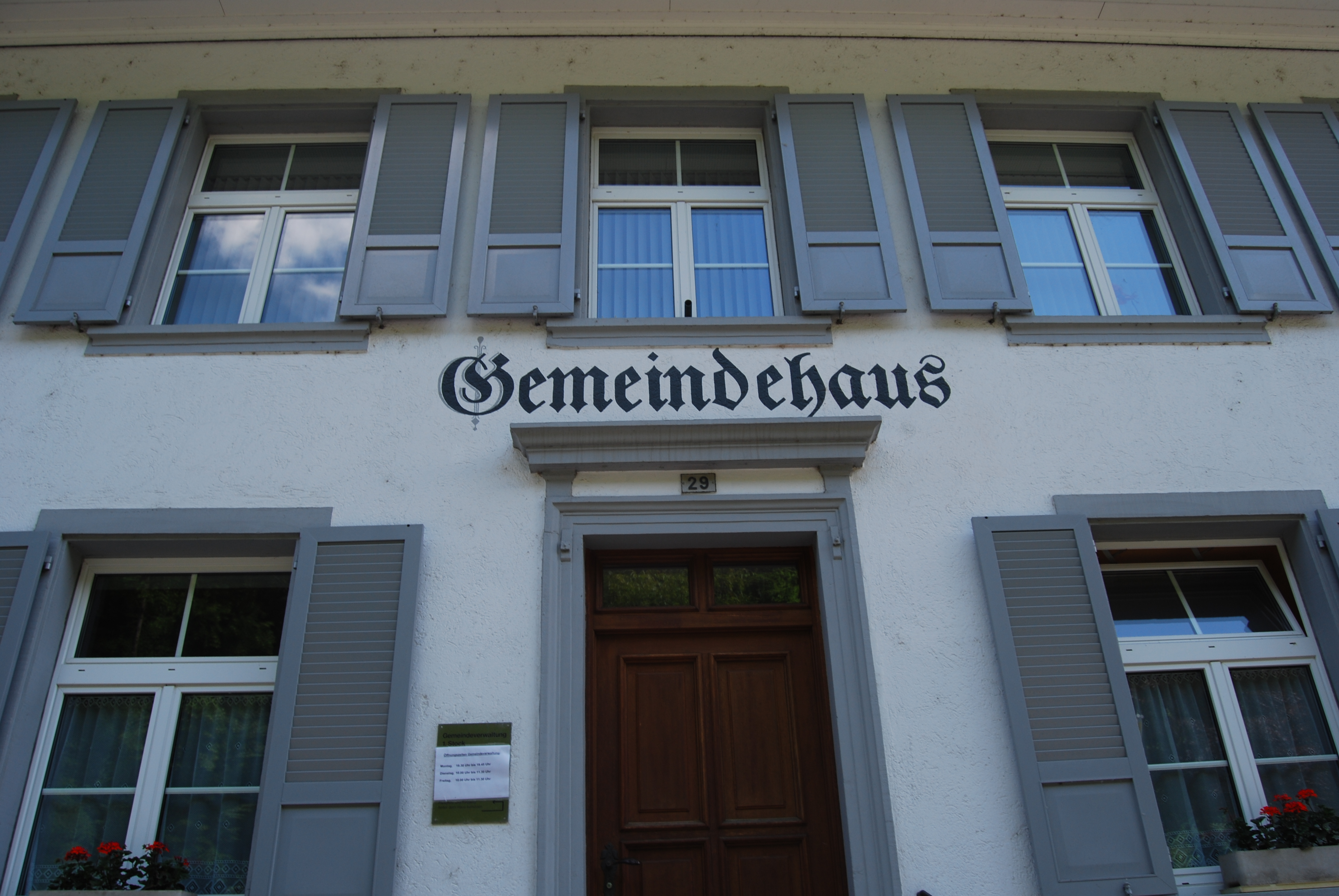
Gemeindehaus
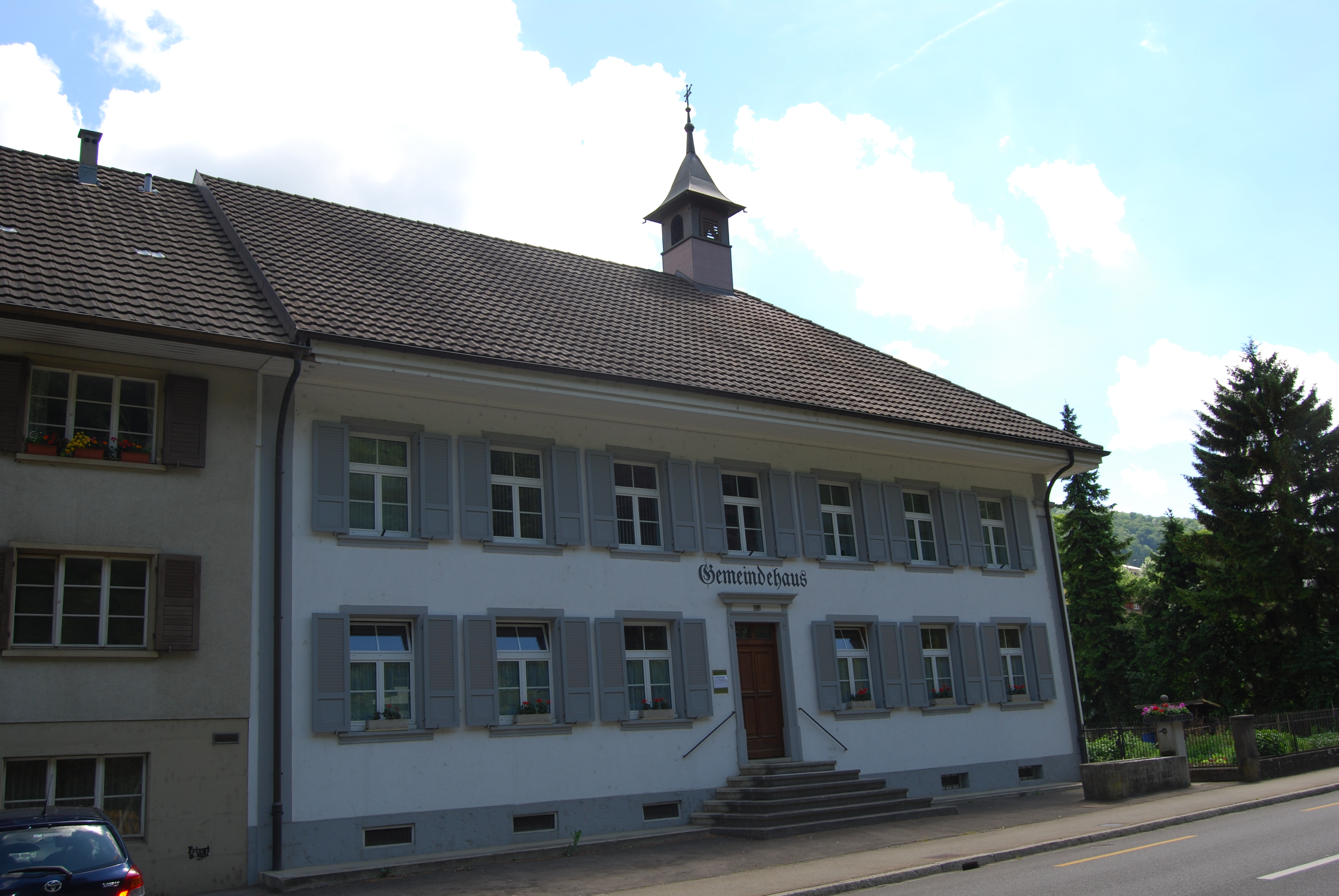
Gemeindehaus
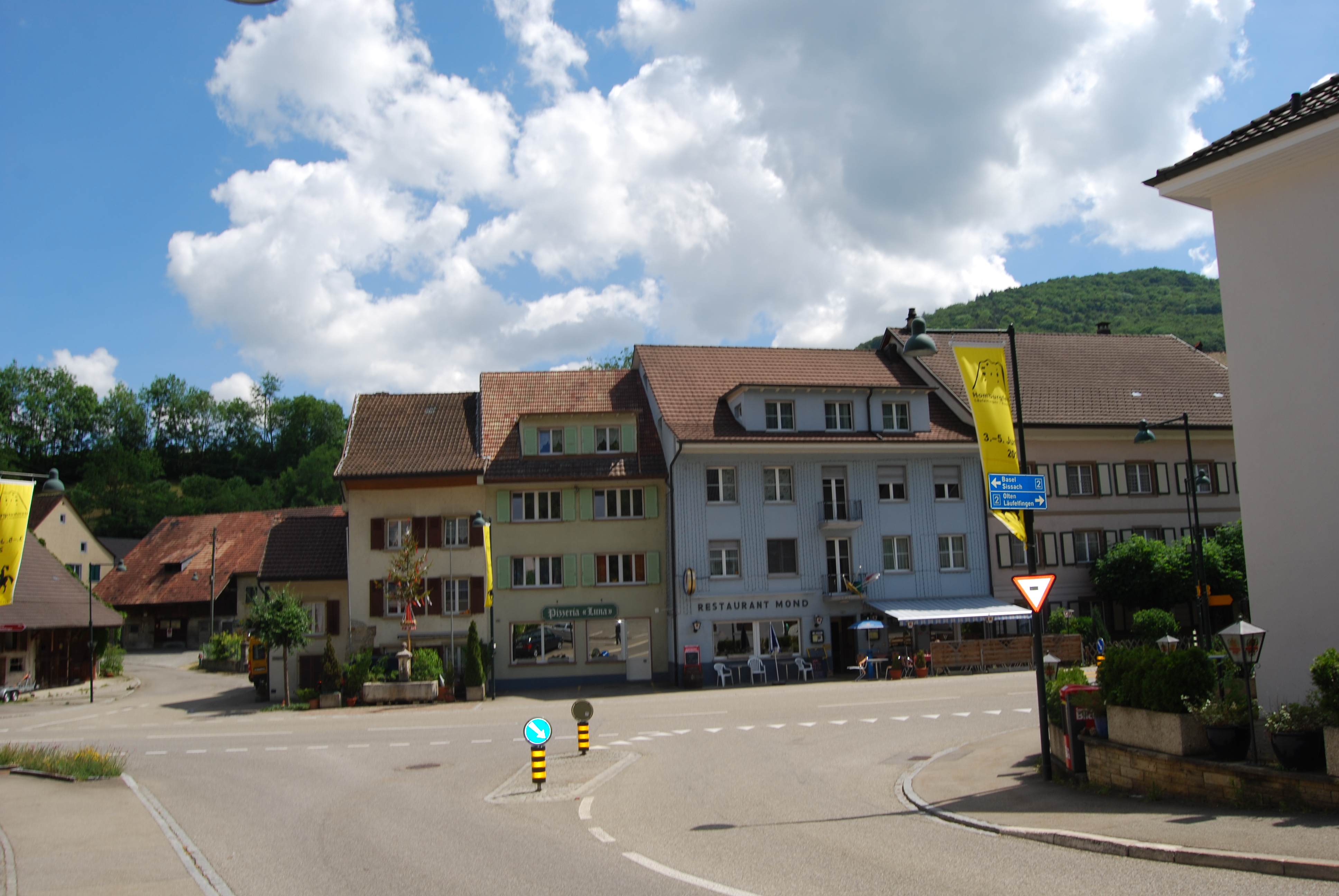
Dorfzentrum
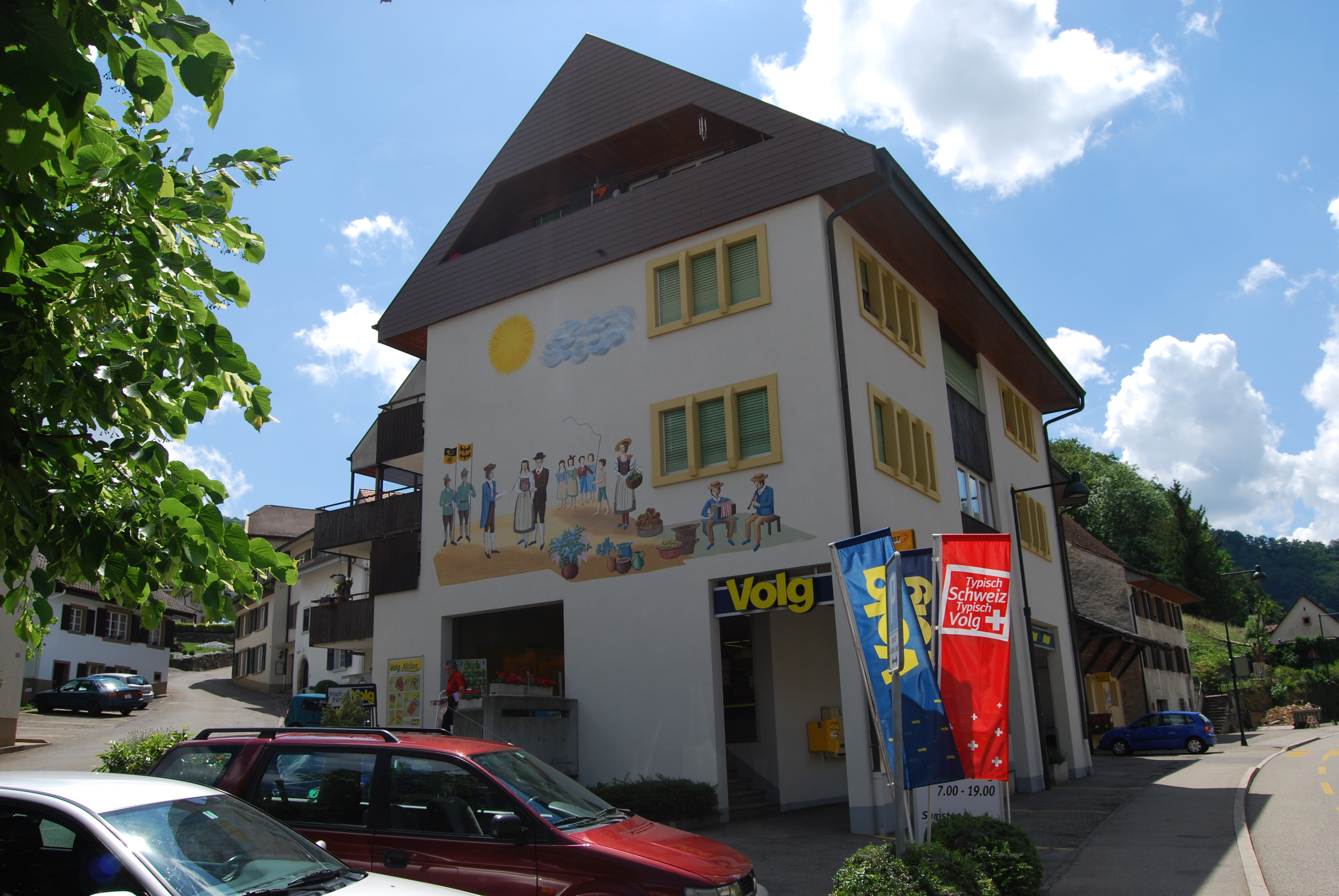
Volg
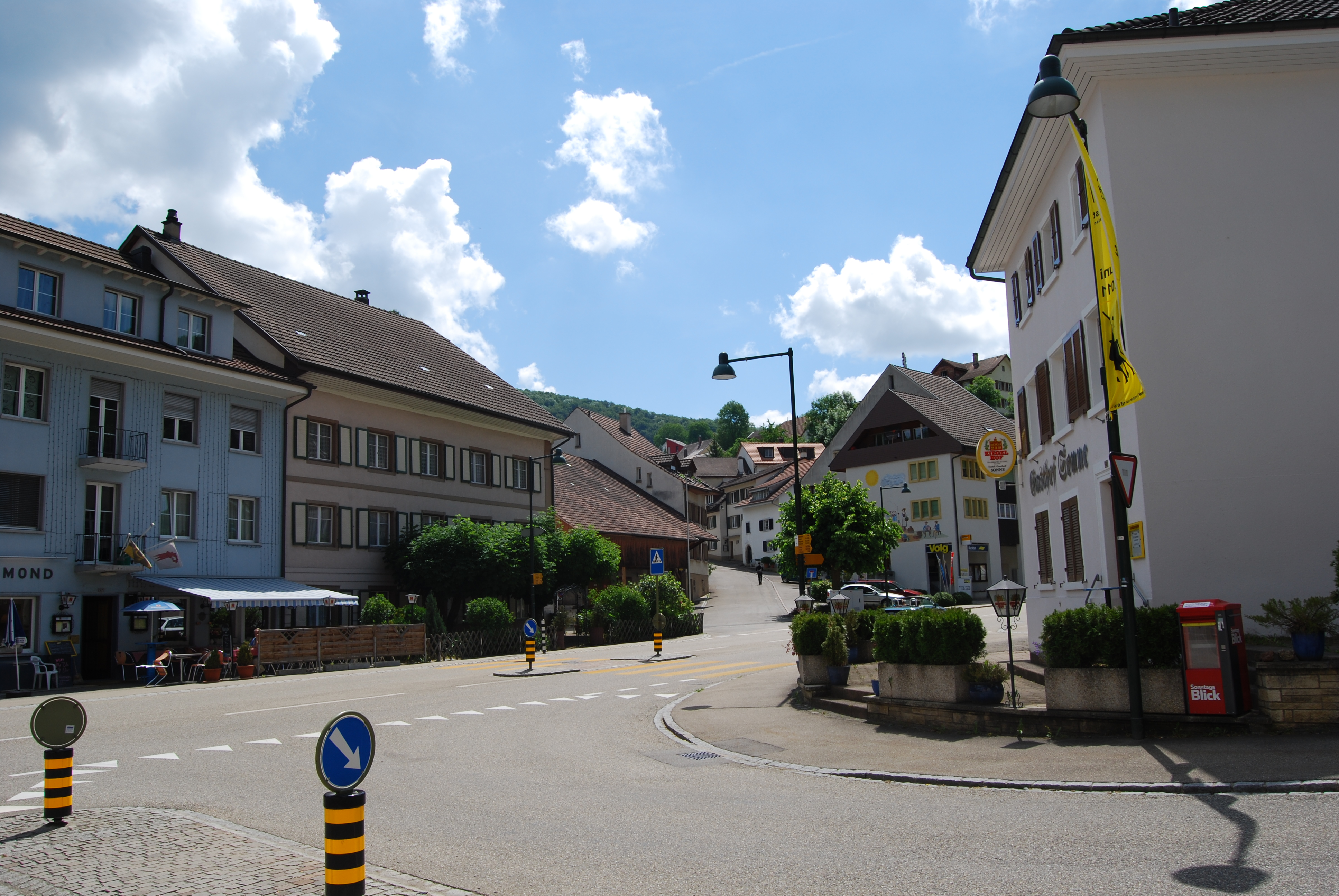
Blick auf die Bahnhofstrasse
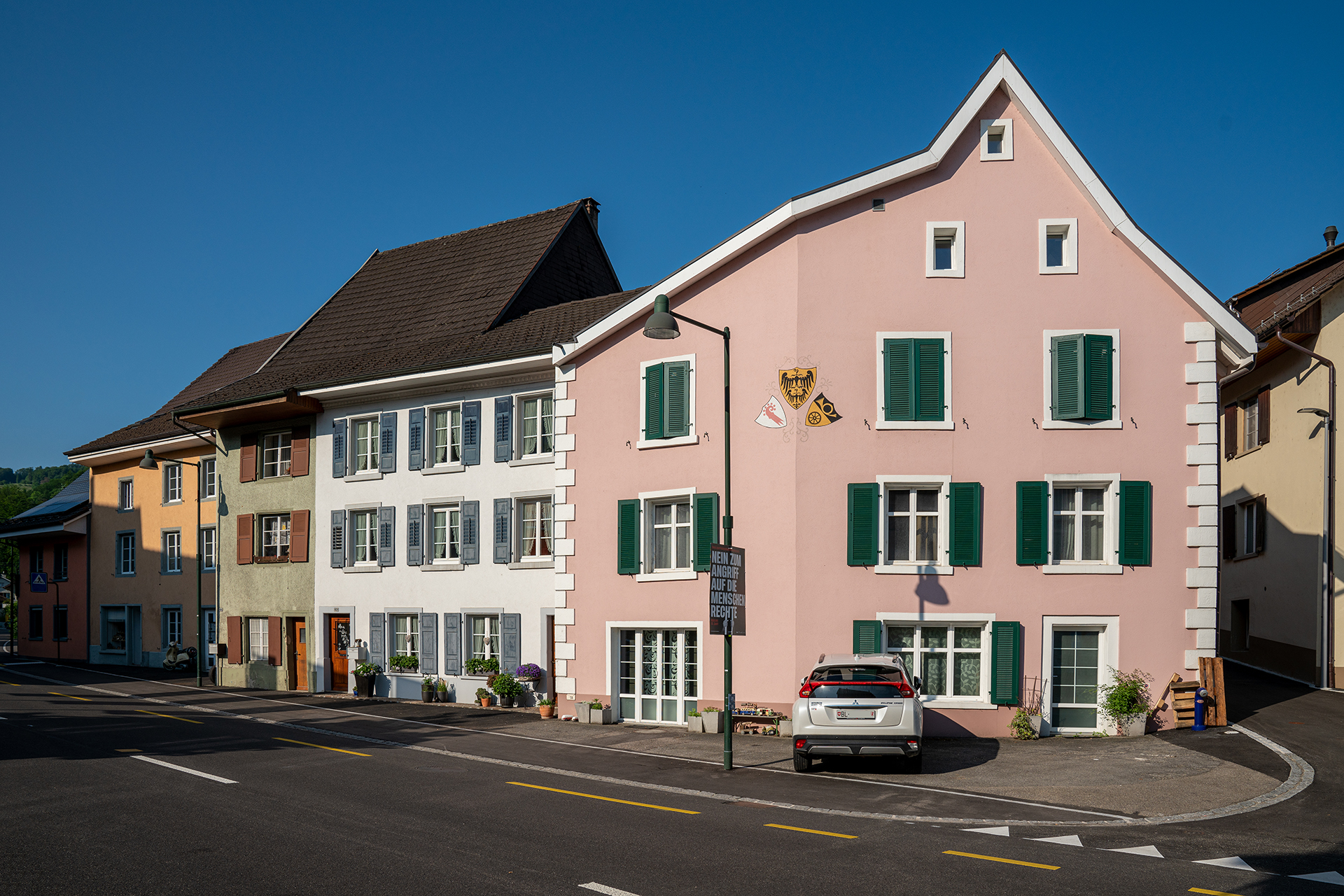
Hauptstrasse
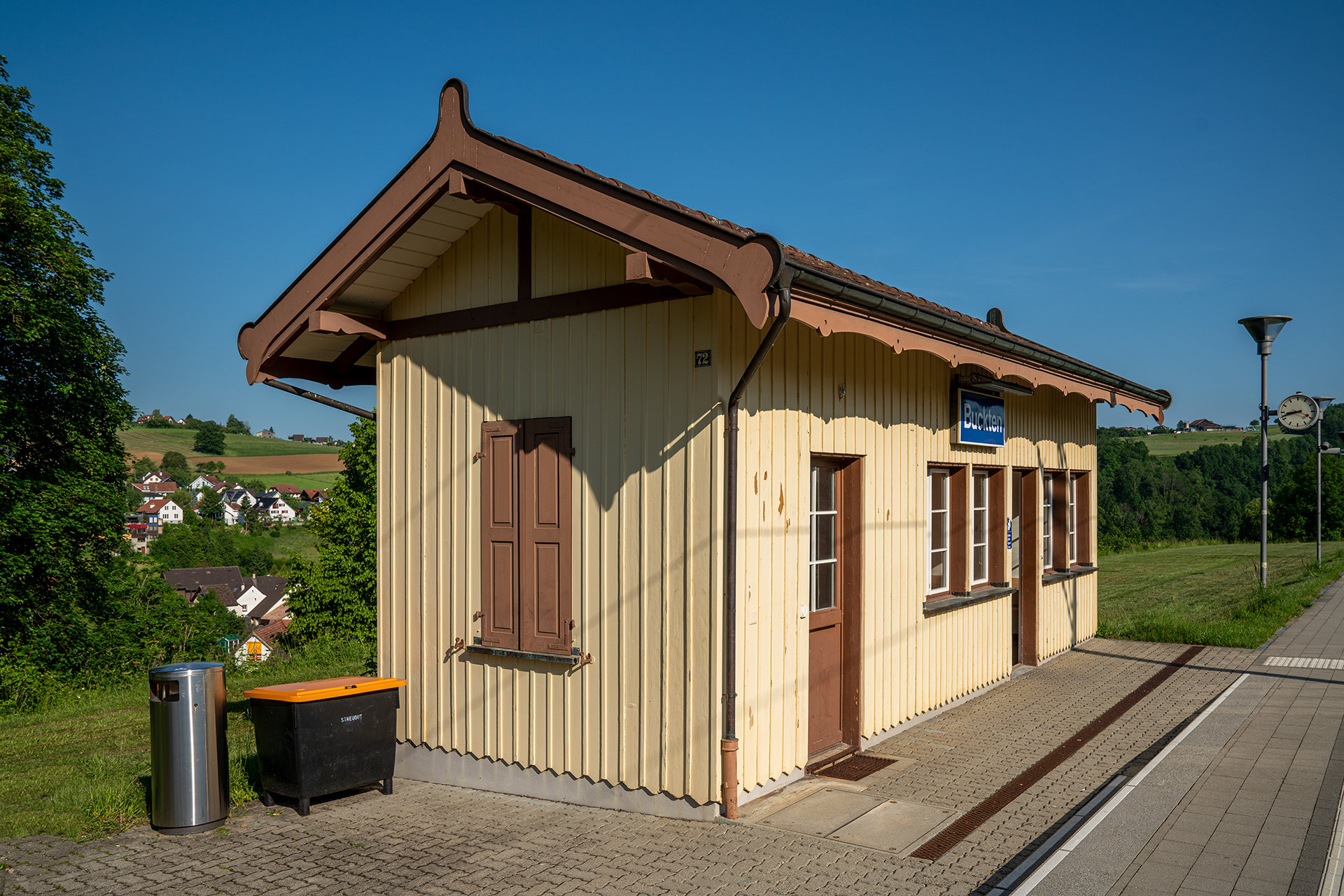
Bahnhof
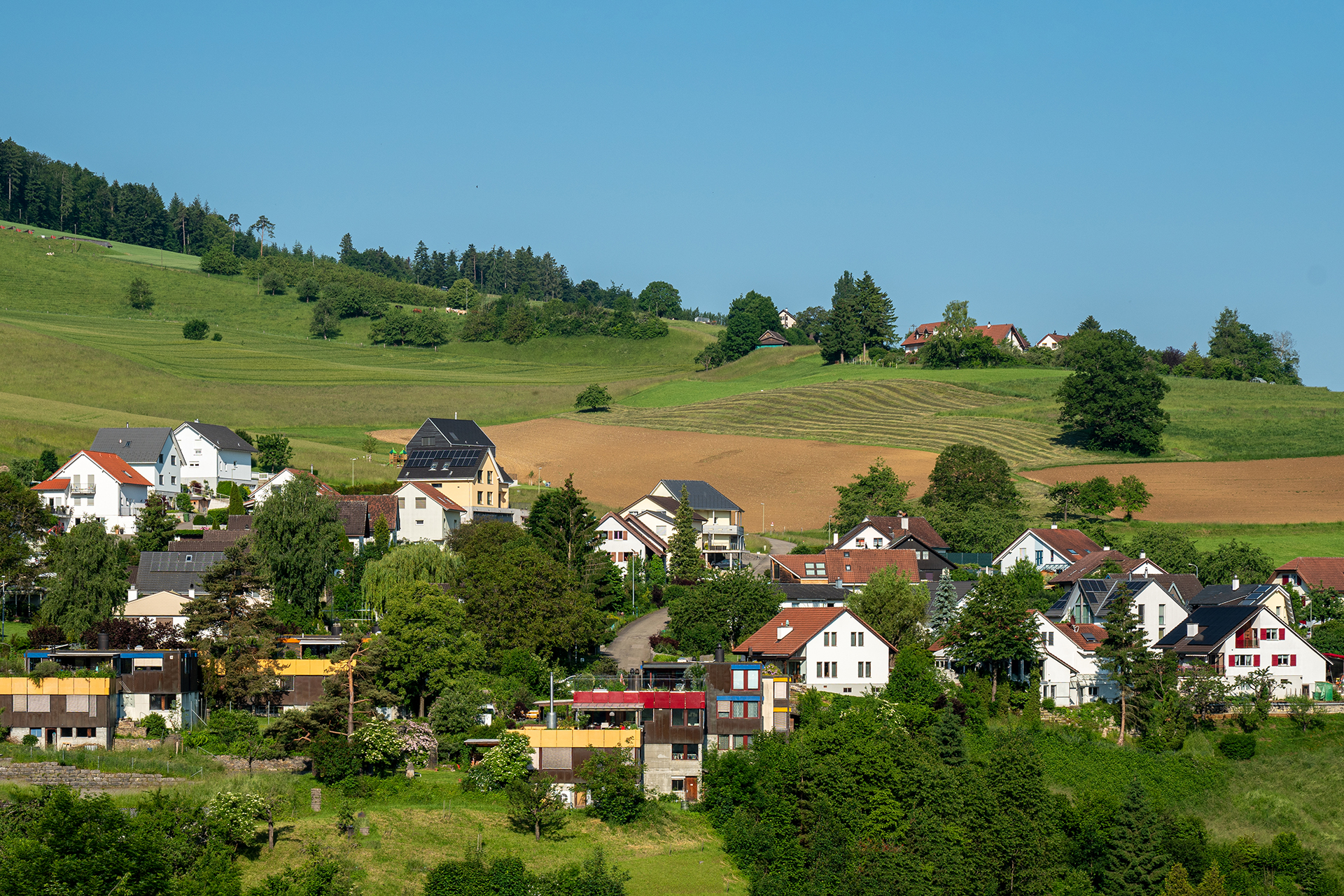
Dorfquartier